# احمد عبید بن دغر
احمد عبید بن دغر (عربی: أحمد عبيد بن دغر؛ زادهٔ ۱۹۵۲ (۷۲–۷۳ سال)) سیاست‌مدار اهل یمن است.